# 2020年代の建築
2020年代の建築についての概要である。 

## 日本の主要作品
- ウィズ原宿
- 東京ガーデンシアター
- 羽田エアポートガーデン
- 藤田医科大学岡崎医療センター
- 各務原市役所